# Auguste Schepp
Auguste Schepp (* 3. April 1846 in Wiesbaden; † 12. April 1905 in Freiburg im Breisgau) war eine deutsche Genre-, Interieur- und Stilllebenmalerin der Münchner und Düsseldorfer Schule.

## Leben

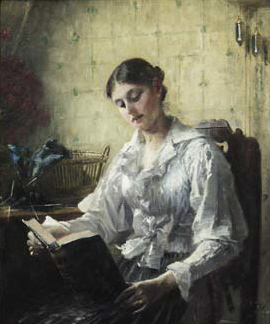
Lesendes Mädchen

Ihre künstlerische Ausbildung begann Schepp im Jahr 1866 bei Eugen Napoleon Neureuther in München. Kurz darauf wechselte sie nach Düsseldorf zu Karl Ferdinand Sohn, anschließend ging sie nach Karlsruhe. Nach weiteren Studien in Wien und Paris lebte sie längere Zeit in Kassel. 1874 erhielt sie eine Auszeichnung auf der International Exhibition of Arts and Manufactures in London. Außerdem stellte sie in den 1870er bis 1890er Jahren in Wien, Berlin, Düsseldorf, München und Bremen aus. 1892 ließ sie sich in München nieder, wo sie Mitglied der Secession wurde. 1893 beteiligte sie sich als eine Künstlerin des Vereins der Berliner Künstlerinnen 1867 an der Ausstellung der deutschen Abteilung des Frauenpavillons der World’s Columbian Exposition in Chicago. Dort wurde ihr eine goldene Medaille verliehen. Spätestens ab 1898 lebte Schepp in Freiburg im Breisgau, wo sie durch kleine Figurenbilder und feine Interieurmalerei, etwa mit Motiven vom Innern des Freiburger Münsters, hervortrat und nach längerer Krankheit starb.

## Werke (Auswahl)

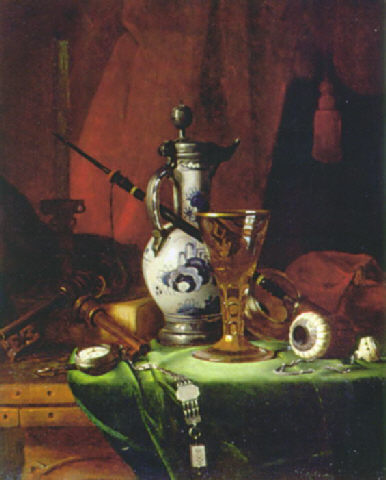
Stillleben mit Fayencekanne

- Im Atelier (Junge Malerin mit Pinsel und Palette vor ihrer Staffelei stehend), 1888
- Lesendes Mädchen
- Stillleben mit Fayencekanne